# Tour d'Émilie 2014
La 97e édition du Tour d'Émilie a eu lieu le 11 octobre 2014. La course fait partie du calendrier UCI Europe Tour 2014 en catégorie 1.HC.
La course a été remportée en solitaire par l'Italien Davide Rebellin (CCC Polsat Polkowice) douze secondes devant l'Espagnol Ángel Madrazo (Caja Rural-Seguros RGA) et quinze devant son compatriote Franco Pellizotti (Androni Giocattoli-Venezuela).

## Présentation

### Équipes
Classé en catégorie 1.HC de l'UCI Europe Tour, le Tour d'Émilie est par conséquent ouvert aux UCI ProTeams dans la limite de 70 % des équipes participantes, aux équipes continentales professionnelles, aux équipes continentales italiennes et à une équipe nationale italienne.
Dix-huit équipes participent à ce Tour d'Émilie - trois ProTeams, neuf équipes continentales professionnelles et six équipes continentales :
| UCI ProTeams     | UCI ProTeams | UCI ProTeams |
| Nom de l'équipe  | Pays         | Code         |
| ---------------- | ------------ | ------------ |
| AG2R La Mondiale | France       | ALM          |
| Cannondale       | Italie       | CAN          |
| Lampre-Merida    | Italie       | LAM          |

| Équipes continentales professionnelles | Équipes continentales professionnelles | Équipes continentales professionnelles |
| Nom de l'équipe                        | Pays                                   | Code                                   |
| -------------------------------------- | -------------------------------------- | -------------------------------------- |
| Androni Giocattoli-Venezuela           | Italie                                 | AND                                    |
| Bardiani CSF                           | Italie                                 | BAR                                    |
| Caja Rural-Seguros RGA                 | Espagne                                | CJR                                    |
| CCC Polsat Polkowice                   | Pologne                                | CCC                                    |
| Colombia                               | Colombie                               | COL                                    |
| MTN-Qhubeka                            | Afrique du Sud                         | MTN                                    |
| Neri Sottoli                           | Italie                                 | NRI                                    |
| RusVelo                                | Russie                                 | RVL                                    |
| Wanty-Groupe Gobert                    | Belgique                               | WGG                                    |

| Équipes continentales | Équipes continentales | Équipes continentales |
| Nom de l'équipe       | Pays                  | Code                  |
| --------------------- | --------------------- | --------------------- |
| Area Zero             | Italie                | AZT                   |
| Idea                  | Italie                | IDE                   |
| Marchiol Emisfero     | Italie                | MAE                   |
| MG Kvis-Wilier        | Italie                | MGK                   |
| Nankang-Fondriest     | Italie                | CEF                   |
| Vega-Hotsand          | Italie                | VHS                   |

## Classement final
|    | Coureur                    | Pays     | Équipe                       |    | Temps           |
| -- | -------------------------- | -------- | ---------------------------- | -- | --------------- |
| 1  | Davide Rebellin            | Italie   | CCC Polsat Polkowice         | en | 4 h 56 min 56 s |
| 2  | Ángel Madrazo              | Espagne  | Caja Rural-Seguros RGA       | +  | 11 s            |
| 3  | Franco Pellizotti          | Italie   | Androni Giocattoli-Venezuela |    | 15 s            |
| 4  | Edoardo Zardini            | Italie   | Bardiani CSF                 |    | 27 s            |
| 5  | Francesco Manuel Bongiorno | Italie   | Bardiani CSF                 |    | 32 s            |
| 6  | Davide Formolo             | Italie   | Cannondale                   |    | 36 s            |
| 7  | Gianfranco Zilioli         | Italie   | Androni Giocattoli-Venezuela |    | 1 min 45 s      |
| 8  | Diego Rosa                 | Italie   | Androni Giocattoli-Venezuela |    | 1 min 45 s      |
| 9  | Marcos García              | Espagne  | Caja Rural-Seguros RGA       |    | 1 min 47 s      |
| 10 | Michel Kreder              | Pays-Bas | Wanty-Groupe Gobert          |    | 1 min 47 s      |

## Liste des participants
- Liste de départ complète

| Légende | Légende                                                                    | Légende | Légende                                                    |
| ------- | -------------------------------------------------------------------------- | ------- | ---------------------------------------------------------- |
| Num     | Dossard de départ porté par le coureur sur ce Tour d'Émilie                | Pos     | Position à l'arrivée de la course                          |
|         | Indique un maillot de champion national ou mondial, suivi de sa spécialité | NP      | Indique un coureur qui n'a pas pris le départ de la course |
| AB      | Indique un coureur qui n'a pas terminé la course                           | HD      | Indique un coureur qui a terminé la course hors des délais |

| Lampre-Merida LAM | Lampre-Merida LAM        | Lampre-Merida LAM |
| ----------------- | ------------------------ | ----------------- |
| Num               | Coureur                  | Pos               |
| 1                 | Damiano Cunego (ITA)     | AB                |
| 2                 | Kristijan Đurasek (CRO)  | 13e               |
| 3                 | Przemysław Niemiec (POL) | 14e               |
| 4                 | Valerio Conti (ITA)      | AB                |
| 5                 | Manuele Mori (ITA)       | AB                |
| 6                 | Luca Dodi (ITA)          | AB                |
| 7                 | Elia Favilli (ITA)       | AB                |
| 8                 | Matteo Bono (ITA)        | AB                |

| Cannondale CAN | Cannondale CAN             | Cannondale CAN |
| -------------- | -------------------------- | -------------- |
| Num            | Coureur                    | Pos            |
| 11             | Ivan Basso (ITA)           | AB             |
| 12             | Davide Formolo (ITA)       | 6e             |
| 13             | Kristjan Koren (SLO)       | AB             |
| 14             | Paolo Longo Borghini (ITA) | AB             |
| 15             |                            |                |
| 16             | Matej Mohorič (SLO)        | AB             |
| 17             | Moreno Moser (ITA)         | AB             |
| 18             | Davide Villella (ITA)      | AB             |

|     |         |     |
| --- | ------- | --- |
| Num | Coureur | Pos |
| 21  |         |     |
| 22  |         |     |
| 23  |         |     |
| 24  |         |     |
| 25  |         |     |
| 26  |         |     |
| 27  |         |     |
| 28  |         |     |

| AG2R La Mondiale ALM | AG2R La Mondiale ALM    | AG2R La Mondiale ALM |
| -------------------- | ----------------------- | -------------------- |
| Num                  | Coureur                 | Pos                  |
| 31                   | Hubert Dupont (FRA)     | 28e                  |
| 32                   | Ben Gastauer (LUX)      | 22e                  |
| 33                   | Matteo Montaguti (ITA)  | AB                   |
| 34                   | Alexis Vuillermoz (FRA) | AB                   |
| 35                   | François Bidard (FRA)   | 15e                  |
| 36                   |                         |                      |
| 37                   |                         |                      |
| 38                   |                         |                      |

| Androni Giocattoli-Venezuela AND | Androni Giocattoli-Venezuela AND | Androni Giocattoli-Venezuela AND |
| -------------------------------- | -------------------------------- | -------------------------------- |
| Num                              | Coureur                          | Pos                              |
| 41                               | Franco Pellizotti (ITA)          | 3e                               |
| 42                               | Marcin Mrożek (POL)              | AB                               |
| 43                               | Emanuele Sella (ITA)             | AB                               |
| 44                               | Alessio Taliani (ITA)            | 39e                              |
| 45                               | Antonio Parrinello (ITA)         | AB                               |
| 46                               | Diego Rosa (ITA)                 | 8e                               |
| 47                               | Gianfranco Zilioli (ITA)         | 7e                               |
| 48                               | Tiziano Dall'Antonia (ITA)       | AB                               |

| Bardiani CSF BAR | Bardiani CSF BAR                 | Bardiani CSF BAR |
| ---------------- | -------------------------------- | ---------------- |
| Num              | Coureur                          | Pos              |
| 51               | Stefano Locatelli (ITA)          | AB               |
| 52               | Enrico Barbin (ITA)              | 37e              |
| 53               | Enrico Battaglin (ITA)           | 16e              |
| 54               | Stefano Pirazzi (ITA)            | 38e              |
| 55               | Francesco Manuel Bongiorno (ITA) | 5e               |
| 56               | Angelo Pagani (ITA)              | AB               |
| 57               | Edoardo Zardini (ITA)            | 4e               |
| 58               | Simone Sterbini (ITA)            | AB               |

| Neri Sottoli NRI | Neri Sottoli NRI        | Neri Sottoli NRI |
| ---------------- | ----------------------- | ---------------- |
| Num              | Coureur                 | Pos              |
| 61               | Samuele Conti (ITA)     | AB               |
| 62               | Francesco Failli (ITA)  | 25e              |
| 63               | Andrea Fedi (ITA)       | AB               |
| 64               | Mauro Finetto (ITA)     | 26e              |
| 65               | Jonathan Monsalve (VEN) | 32e              |
| 66               | Giuseppe Fonzi (ITA)    | AB               |
| 67               | Fabio Taborre (ITA)     | AB               |
| 68               | Giorgio Cecchinel (ITA) | AB               |

| CCC Polsat Polkowice CCC | CCC Polsat Polkowice CCC          | CCC Polsat Polkowice CCC |
| ------------------------ | --------------------------------- | ------------------------ |
| Num                      | Coureur                           | Pos                      |
| 71                       | Davide Rebellin (ITA)             | 1er                      |
| 72                       | Nikolay Mihaylov (BUL) (Route)    | AB                       |
| 73                       | Mateusz Taciak (POL)              | AB                       |
| 74                       | Maciej Paterski (POL)             | NP                       |
| 75                       | Adrian Honkisz (POL)              | AB                       |
| 76                       | Łukasz Owsian (POL)               | AB                       |
| 77                       | Adrian Kurek (POL)                | AB                       |
| 78                       | Bartłomiej Matysiak (POL) (Route) | AB                       |

| Caja Rural-Seguros RGA CJR | Caja Rural-Seguros RGA CJR | Caja Rural-Seguros RGA CJR |
| -------------------------- | -------------------------- | -------------------------- |
| Num                        | Coureur                    | Pos                        |
| 81                         | David Arroyo (ESP)         | 21e                        |
| 82                         | Karol Domagalski (POL)     | AB                         |
| 83                         | Antonio Piedra (ESP)       | AB                         |
| 84                         | Heiner Parra (COL)         | 23e                        |
| 85                         | Marcos García (ESP)        | 9e                         |
| 86                         | Amets Txurruka (ESP)       | 18e                        |
| 87                         | Ángel Madrazo (ESP)        | 2e                         |
| 88                         | Davide Viganò (ITA)        | AB                         |

| Colombia COL | Colombia COL                       | Colombia COL |
| ------------ | ---------------------------------- | ------------ |
| Num          | Coureur                            | Pos          |
| 91           | Miguel Ángel Rubiano (COL) (Route) | 12e          |
| 92           | Robinson Chalapud (COL)            | AB           |
| 93           | Carlos Quintero (COL)              | AB           |
| 94           | Fabio Duarte (COL)                 | AB           |
| 95           | Jarlinson Pantano (COL)            | AB           |
| 96           | Dúber Quintero (COL)               | AB           |
| 97           | Juan Pablo Valencia (COL)          | AB           |
| 98           | Rodolfo Torres (COL)               | 35e          |

| RusVelo RVL | RusVelo RVL              | RusVelo RVL |
| ----------- | ------------------------ | ----------- |
| Num         | Coureur                  | Pos         |
| 101         | Sergueï Lagoutine (RUS)  | AB          |
| 102         | Sergueï Klimov (RUS)     | AB          |
| 103         | Ilnur Zakarin (RUS)      | AB          |
| 104         | Ivan Balykin (RUS)       | AB          |
| 105         | Sergey Firsanov (RUS)    | AB          |
| 106         | Timofey Kritskiy (RUS)   | AB          |
| 107         | Kirill Pozdnyakov (RUS)  | 30e         |
| 108         | Sergey Pomoshnikov (RUS) | 29e         |

| MTN-Qhubeka MTN | MTN-Qhubeka MTN                  | MTN-Qhubeka MTN |
| --------------- | -------------------------------- | --------------- |
| Num             | Coureur                          | Pos             |
| 111             | Fregalsi Debesay (ERI)           | AB              |
| 112             | Karel Hník (CZE)                 | AB              |
| 113             | Adrien Niyonshuti (RWA)          | AB              |
| 114             | Jacques Janse van Rensburg (RSA) | 27e             |
| 115             | Dennis van Niekerk (RSA)         | 17e             |
| 116             | Louis Meintjes (RSA) (Route)     | 11e             |
| 117             | Tsgabu Grmay (ETH) (Route)       | AB              |
| 118             |                                  |                 |

| Wanty-Groupe Gobert WGG | Wanty-Groupe Gobert WGG  | Wanty-Groupe Gobert WGG |
| ----------------------- | ------------------------ | ----------------------- |
| Num                     | Coureur                  | Pos                     |
| 121                     | Frederik Backaert (BEL)  | AB                      |
| 122                     | Francis De Greef (BEL)   | 19e                     |
| 123                     | Jérôme Baugnies (BEL)    | AB                      |
| 124                     | Michel Kreder (NED)      | 10e                     |
| 125                     | Marco Minnaard (NED)     | 20e                     |
| 126                     | Kevin Seeldraeyers (BEL) | AB                      |
| 127                     | Mirko Selvaggi (ITA)     | AB                      |
| 128                     | Danilo Napolitano (ITA)  | AB                      |

| Idea IDE | Idea IDE                 | Idea IDE |
| -------- | ------------------------ | -------- |
| Num      | Coureur                  | Pos      |
| 131      |                          |          |
| 132      | Ricardo Pichetta (ITA)   | AB       |
| 133      | Mirko Tedeschi (ITA)     | 24e      |
| 134      | Matteo Collodel (ITA)    | AB       |
| 135      | Alessandro Pettiti (ITA) | AB       |
| 136      | Fabio Gadda (ITA)        | AB       |
| 137      | Matteo Spreafico (ITA)   | 34e      |
| 138      |                          |          |

| Nankang-Fondriest CEF | Nankang-Fondriest CEF  | Nankang-Fondriest CEF |
| --------------------- | ---------------------- | --------------------- |
| Num                   | Coureur                | Pos                   |
| 141                   | Filippo Baggio (ITA)   | AB                    |
| 142                   | Alfredo Balloni (ITA)  | AB                    |
| 143                   | Nicola Dal Santo (ITA) | AB                    |
| 144                   | Alfonso Fiorenza (ITA) | AB                    |
| 145                   | Luca Taschin (ITA)     | AB                    |
| 146                   | Loris Paoli (ITA)      | AB                    |
| 147                   | Antonio Merolese (ITA) | AB                    |
| 148                   |                        |                       |

| Marchiol Emisfero MAE | Marchiol Emisfero MAE  | Marchiol Emisfero MAE |
| --------------------- | ---------------------- | --------------------- |
| Num                   | Coureur                | Pos                   |
| 151                   | Simone Antonini (ITA)  | AB                    |
| 152                   | Andrea Zanardini (ITA) | AB                    |
| 153                   | Alberto Cecchin (ITA)  | AB                    |
| 154                   | Paolo Lunardon (ITA)   | AB                    |
| 155                   | Raffaello Bonusi (ITA) | AB                    |
| 156                   | Andrea Vaccher (ITA)   | AB                    |
| 157                   | Antonio Nibali (ITA)   | AB                    |
| 158                   |                        |                       |

| Vega-Hotsand VHS | Vega-Hotsand VHS              | Vega-Hotsand VHS |
| ---------------- | ----------------------------- | ---------------- |
| Num              | Coureur                       | Pos              |
| 161              | Cesare Ciommi (ITA)           | AB               |
| 162              | Alessio Lanzano (ITA)         | AB               |
| 163              | Gian Marco Di Francesco (ITA) | 33e              |
| 164              | Gianni Franco D'Intino (ITA)  | AB               |
| 165              | Emiliano Faieta (ITA)         | AB               |
| 166              | Moreno Giampaolo (ITA)        | AB               |
| 167              | Nicola Gaffurini (ITA)        | AB               |
| 168              | Alessandro Riccardi (ITA)     | AB               |

| Area Zero AZT | Area Zero AZT           | Area Zero AZT |
| ------------- | ----------------------- | ------------- |
| Num           | Coureur                 | Pos           |
| 171           | Paolo Ciavatta (ITA)    | 31e           |
| 172           | Fabio Chinello (ITA)    | AB            |
| 173           | Silvio Giorni (ITA)     | AB            |
| 174           | Gianluca Leonardi (ITA) | AB            |
| 175           | Gianluca Mengardo (ITA) | AB            |
| 176           | Andrea Pasqualon (ITA)  | AB            |
| 177           | Simone Petilli (ITA)    | AB            |
| 178           | Marco Tecchio (ITA)     | AB            |

| MG Kvis-Wilier MGK | MG Kvis-Wilier MGK           | MG Kvis-Wilier MGK |
| ------------------ | ---------------------------- | ------------------ |
| Num                | Coureur                      | Pos                |
| 181                |                              |                    |
| 182                | Matteo Busato (ITA)          | AB                 |
| 183                | Christian Delle Stelle (ITA) | AB                 |
| 184                | Mattia Frapporti (ITA)       | AB                 |
| 185                | Luca Chirico (ITA)           | AB                 |
| 186                | Andrei Nechita (ROU)         | AB                 |
| 187                | Ricardo Creel (USA)          | AB                 |
| 188                | Lorenzo Rota (ITA)           | 36e                |